# ییژی پرسکاوتس
ییژی پرسکاوتس (چکی: Jiří Prskavec؛ زادهٔ ۱۸ مهٔ ۱۹۹۳) قایقران کانو اهل جمهوری چک است.
وی در مسابقات کشوری و بین‌المللی در مجموع برندهٔ ۲۰ مدال طلا، ۸ مدال نقره، ۱۰ مدال برنز شده‌است.